# Хелън Уолш
Хелън Уолш (на английски: Helen Walsh) е английска писателка на бестселъри в жанра съвременен роман.

## Биография и творчество
Хелън Уолш е родена през 1976 г. в Уорингтън, Чешър, Англия. Баща ѝ е ирландец, шофьор и музикант, а майка ѝ малайзийка, медицинска сестра. Когато е на 13 години се включва в наркопазара в Ливърпул, а на 16 години се мести да живее в Барселона. За да се издържа работи временни работи и като дилър на наркотици в квартала на червените фенери. Разорена и изтощена от тежкия си живот се връща в Англия. Учи в Университета в Ливърпул и завършва със степен по социология. След дипломирането си работи с десоциализирани тийнейджъри в Северен Ливърпул и за кратко в литературната агенция ICM.
Преживяванията си в ъндърграунда описва в първия си роман. Романът „Кучка“ е публикуван през 2004 г. Книгата става бестселър и литературна сензация със своите теми за наркозависимите младежи и секса. Печели наградата „Бети Траск“.
Вторият ѝ роман „Once Upon a Time in England“, публикуван през 2008 г., е история за семейство Фицджералд – ирландеца Роби, малайзийската му съпруга Сушийла и двете им деца. Удостоен е с наградата „Съмърсет Моам“ и е адаптиран за театъра.
През 2011 г. е издаден третият ѝ роман „Go to Sleep“, който е вдъхновен от опита ѝ от майчинството.
Романът ѝ „The Lemon Grove“ от 2014 г. разглежда сексуалната авантюра между една майка и приятеля на нейната дъщеря по време на тяхната почивка в Майорка.
Хелън Уолш живее със семейството си в Уиръл.

## Произведения

### Самостоятелни романи
- Brass (2004)
Кучка, изд.„Прометей“ София (2005), прев. Надя Розова
- Once Upon a Time in England (2008)
- Go to Sleep (2011)
- The Lemon Grove (2014)